# Radkovice u Budče
Radkovice u Budče là một làng thuộc huyện Třebíč, vùng Vysočina, Cộng hòa Séc.